# GSM
 (енгл. Global System for Mobile Telecomunications — „Глобални систем за мобилну комуникацију”; a првобитно Groupe Spécial Mobile) представља тренутно важећи међународни стандард за мреже мобилне телефоније. Поред преноса гласа и података, овај стандард омогућава и услуге као што су SMS или национални и међународни Роминг (енгл. Roaming). GSM се сматра другом генерацијом (2G) мобилне телефоније. GSM стандард је развијен као замена за прву генерацију (1G) аналогних мобилних мрежа, и првобитно је описао дигиталну мрежу са комутацијом кола за пренос гласа. Овај стандард је током времена унапређен да би могао да подржи и комутацију пакета, па је GSM унапређен у GPRS (2,5G) (енгл. General Packet Radio Services) и EDGE (енгл. Enhanced Data Rates for GSM Evolution). GPRS и EDGE су били задужени само за пренос података.